# Gustav Gotthard von Blücher
Gustav Gotthard von Blücher (3. juni 1737 i Rostock – 30. december 1808 i København) var en dansk amtmand, bror til Gebhard Leberecht von Blücher.
"Den franske Blücher", ældre broder til fyrsten af Wahlstatt, kom ung til Danmark, blev fændrik ved Fodgarden 1756 og var avanceret til karakteriseret kaptajn i 1762, da han på grund af en respektstridig ytring over for Claude-Louis de Saint-Germain måtte tage sin afsked. Blücher deltog på fransk side i Syvårskrigens sidste felttog, men vendte straks efter Saint-Germains fald tilbage, blev major ved 2. jyske regiment og generaladjudant. Han ægtede 31. august 1769 i Wellingsbüttel enkegrevinde Christine Sophie Castell-Remlingen, født Holstein-Holsteinborg (1740-1772), efter at have besejret sin af hoffet støttede rival, Conrad Holck, og ved J.H.E. Bernstorffs hjælp opnået den som betingelse for partiet nødvendige kammerherrenøgle. Han blev året efter landfoged i Bredsted, som han i 1784 nåede at få gjort til et særskilt amt, hvilket dog igen lagdes under Flensborg Amt, efter at Blücher i 1799 havde taget sin afsked. Denne var fremkaldt ved hans af fornærmende stridsskrifter ledsagede processer mod Rentekammeret og Overretten i Gottorp. Sine sidste år levede han i Gentofte og døde i svigersønnen Joachim Bernstorffs hus i København 30. december 1808. Blücher fik Dannebrogordenen i 1778. Hans voldsomme og stridbare natur var parret med godmodighed. Frederik VI skattede hans retsindighed.